# ياكوزا كيوامي 2
ياكوزا كيوامي 2 (بالإنجليزية: Yakuza Kiwami 2)‏، هي إعادة الإصدار للنسخة الأصلية ياكوزا 2، حيث صدرت في اليابان يوم 7 ديسمبر 2017، وستصدر بتاريخ 28 أغسطس 2018، وستعمل على منصة بلاي ستيشن 4 الحصرية.

## المواقع الخارجية
- الموقع الرسمي (اليابانية)